# Dương Tụ Quán

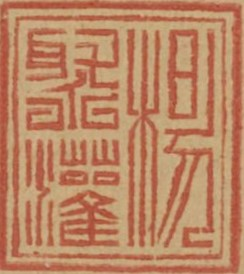
Ấn triện của ông Dương Tụ Quán

Dương Tụ Quán (chữ Hán: 楊聚灌, 1901 – 1969), tự Khái Sinh, hiệu Mễ Dương, là nhà văn, nhà báo Việt Nam.

## Cuộc đời
Dương Tụ Quán sinh ra trong một gia đình có truyền thống nho học tại làng Phú Thị, xã Mễ Sở, huyện Văn Giang, tỉnh Hưng Yên, là con trai thứ ba của nhà nho Dương Trọng Phổ, sau hai anh trai Dương Bá Trạc và Dương Quảng Hàm.
Năm 1921, ông đỗ bằng Thành chung, làm giáo học (giáo viên) ở Hà Nội. Trong thời gian này, ông viết và dịch một số tiểu thuyết. Các tiểu thuyết của ông gồm Vì đâu nên nỗi (1925), Cùng bạn quần thoa (1926), Giời có mắt (1929). Năm 1927, ông cùng anh trai Dương Quảng Hàm soạn chung quyển Tập bài thi bằng sơ học yếu lược.
Năm 1929, ông chuyển sang làm báo và xuất bản, lập nên Nhà in Đông Tây và cho xuất bản các tờ Văn học tạp chí (1932 - 1933), Đông Tây báo (1934 - 1935). Năm 1935, nhà in bị nhà cầm quyền Pháp cấm do xuất bản báo chí có xu hướng yêu nước.
Năm 1939, ông xuất bản tờ báo Ngày mới.
Năm 1941, ông sáng lập tạp chí Tri Tân chuyên nghiên cứu về văn học và sử học do ông quản lý và Hoàng Thúc Trâm làm chủ bút.
Năm 1955, ông trở về Hà Nội dạy học và mất năm 1969.

## Tác phẩm
Tiểu thuyết:
- Vì đâu nên nỗi (1925)
- Cùng bạn quần thoa (1926)
- Giời có mắt (1929)

Dịch phẩm:
- Vì ai nên nỗi (1922)
- Thói đời đơn bạc (1926)
- Nước đời éo le (1926).[4]

Khảo cứu:
- Đào Duy Từ (1944)
- Dương Bá Trạc (1946)

Khác:
- Tập bài thi bằng sơ học yếu lược (1927, soạn chung với Dương Quảng Hàm)

## Gia đình
Con gái của ông là nữ liệt sĩ Dương Thị Xuân Quý.

## Tưởng nhớ
Tên ông được đặt cho một con đường ở Thành phố Đà Nẵng và Thành phố Hồ Chí Minh. Tuy nhiên, tên đường lại ghi sai thành Dương Tự Quán.